# Pentatomomorpha
I Pentatomomorfi (Pentatomomorpha) sono un raggruppamento sistematico di Insetti dell'Ordine dei Rincoti (Sottordine Heteroptera).
Questo raggruppamento, piuttosto eterogeneo, comprende specie terrestri, fitofaghe o zoofaghe. Sono comunemente chiamate cimici, anche se questo termine non è del tutto appropriato. A differenza degli altri infraordini che costituiscono gli Eterotteri, nei Pentatomomorfi tende a prevalere la fitofagia, talvolta con danni economici di una certa rilevanza.

## Sistematica
L'infraordine si suddivide in sei superfamiglie:
- Superfamiglia: Aradoidea

- Famiglie: Aradidae, Termitaphididae

- Superfamiglia: Coreoidea

- Famiglie: Alydidae, Coreidae, Hyocephalidae, Rhopalidae, Stenocephalidae

- Superfamiglia: Idiostoloidea

- Famiglie: Henicocoridae, Idiostolidae

- Superfamiglia: Lygaeoidea

- Famiglie: Artheneidae, Berytidae, Blissidae, Colobathristidae, Cryptorhamphidae, Cymidae, Geocoridae, Heterogastridae, Lygaeidae, Malcidae, Ninidae, Oxycarenidae, Pachygronthidae, Piesmatidae, Rhyparochromidae

- Superfamiglia: Pentatomoidea

- Famiglie: Acanthosomatidae, Aphylidae, Canopidae, Cydnidae, Dinidoridae, Lestoniidae, Megarididae, Pentatomidae, Phloeidae, Plataspidae, Scutelleridae, Tessaratomidae, Thaumastellidae, Urostylidae

- Superfamiglia: Pyrrhocoroidea

- Famiglie: Largidae, Pyrrhocoridae